# Tulsi Gabbard
Tulsi Gabbard (pronunciado en inglés: [ˈtʌlsi ˈɡæbərd]; Pago Pago, Samoa Americana; 12 de abril de 1981) es una política republicana y reservista estadounidense del ejército que actualmente ejerce como Directora de Inteligencia Nacional desde el 12 de febrero de 2025. Por otra parte, desde el 3 de enero de 2013 hasta 2021 ocupó el cargo de representante por el estado de Hawái en la Cámara de Representantes de los Estados Unidos por el Partido Demócrata. De la misma manera fue dos veces miembro del Consejo de Honolulu, del 2002 al 2004 y del 2011 al 2012.
Gabbard fue aspirante a la Presidencia de los Estados Unidos por el Partido Demócrata en 2020.

## Biografía
Nació el 12 de abril de 1981 en Pago Pago (Samoa Americana) de una familia con un padre de confesión católica (Mike) y una madre hinduista (Carol). En 1983, cuando Gabbard tenía dos años, su familia se mudó a Hawái y allí pasó por todas sus etapas de estudio, a excepción de dos años de secundaria, cursados en Filipinas, hasta llegar a la Universidad del Pacífico de Hawái en donde obtuvo una licenciatura en administración de empresas en 2009. Tiene cuatro hermanos y es practicante de la religión hinduista desde la adolescencia.

## Carrera política
Sirvió en una unidad médica de campo de la Guardia Nacional de los Estados Unidos en una zona de combate en Irak desde 2004 hasta 2005 y más tarde fue una enviada especial de Kuwait. Ella apoya la proelección en lo que refiere al embarazo no deseado de manera gratuita, se opuso al Acuerdo Transpacífico de Cooperación Económica, ha pedido que se restaure la Ley Glass-Steagall, y desde 2012 apoya el matrimonio entre personas del mismo sexo. Es crítica de los aspectos de la política exterior de los Estados Unidos, respecto a los que ella considera como «fracasos» los resultados en las guerras de Libia, Irak y Siria. Con respecto a este último país, ella se opone a sacar a la fuerza a su presidente Bashar al-Ásad. El 11 de enero de 2019, Gabbard anunció su campaña para buscar la nominación demócrata en las Primarias presidenciales del Partido Demócrata de 2020 para las elecciones presidenciales de 2020, primarias en las cuales quedó en séptima posición logrando 273.940 votos siendo el 0,76% del voto popular.
El 11 de octubre de 2022 Gabbard decide abandonar el Partido Demócrata por diferencias con la línea política del partido, anunciando esta decisión a través de Twitter.A partir de entonces apoyó posturas contrarias a su antiguo partido, al que acusó de estar «bajo el control total de una camarilla elitista de belicistas impulsados por una conciencia cobarde».
El 22 de febrero del año 2024 participó en la CPAC donde mostró en un discurso su apoyo al expresidente Trump. En una encuesta posterior que preguntaba a los asistentes al evento sobre quién debería ser el vicepresidente de Donald J. Trump de cara a la próximas elecciones presidenciales de 2024, Gabbard obtuvo el 9% de los apoyos, detrás del excandidato republicano a las primarias 2024 Vivek Ramaswamy y la gobernadora de Dakota del Sur Kristi Noem. Ambos lograron un 15% de los apoyos.
El día 30 de abril de 2024 publicó un libro titulado For Love of Country: Leave the Democrat Party Behind, que en español se llamaría Por Amor a la Patria: Dejar atrás el Partido Demócrata.
En este libro ella cuenta como se desilusionó con su partido debido a que considera que representa a la intolerancia woke. En él llama a los estadounidenses a defender la paz, la libertad y la Constitución frente a lo que considera una amenaza.

El 26 de agosto de 2024 entregó su apoyo a Donald Trump para lograr un segundo mandato presidencial utilizando las siguientes palabras entre otras:
"...durante su primer mandato en la presidencia cuando no solo no comenzó ninguna guerra, si no que tomó medidas para reducir y prevenir guerras, ejerció el coraje que nosotros esperamos de nuestro comandante en jefe al agotar todas las medidas diplomáticas. Tener el coraje de reunirse con adversarios, dictadores, aliados y socios por igual en la búsqueda de la paz, ver la guerra como último recurso... esta es una de las razones principales por las que me comprometo a hacer todo lo que pueda para enviar al presidente Trump de regreso a la Casa Blanca...".
El 6 de septiembre concedió una entrevista al periodista Tucker Carlson en la que expuso sus puntos de vista.
El 22 de octubre anunció en un mitin junto a Donald Trump en Greensboro, Carolina del Norte, que se unía al Partido Republicano.
Después de las elecciones presidenciales, el día 13 de noviembre, Gabbard anuncia a través de sus redes sociales que ha sido incluida en el gabinete de gobierno de Donald Trump como Directora de Inteligencia Nacional. Varios medios se hicieron eco de su nombramiento.Su nominación fue confirmada por el Senado el 12 de febrero por 52 votos a favor y 48 en contra.